# Il licantropo e lo yeti
Il licantropo e lo yeti (La maldición de la bestia) è un film horror del 1975, diretto da Miguel Iglesias.

## Trama
Il professore Lacombe invita l'antropologo Daninsky a partecipare ad una spedizione nell'Himalaya, per scoprire se effettivamente esista o meno la figura dello yeti. Giunti sul posto, i due studiosi rimangono intrappolati in una grotta, a causa del maltempo. Qui vi saranno attaccati da alcune licantrope.

## Produzione
Le scene del Tibet sono state girate, in realtà, nella Catalogna, più precisamente nella Valle di Arán. Gli interni, invece, vennero ricostruiti negli Studi Profilmes di Barcellona.

## Distribuzione
Nonostante in alcuni siti sia datato 1977, l'opera di Iglesias fu distribuita, in realtà, nel 1975. Fu presentato, in anteprima mondiale, al Sitges Film Festival.
In Italia è stato edito in formato DVD. L'opera è vietata ai minori di 18 anni.

## Riconoscimenti
- 1975 - Sitges Film Festival
  - Miglior attore protagonista - Paul Naschy
  - Candidatura Miglior Film - Miguel Iglesias